# E451
La ruta europea E451 és una carretera que forma part de la Xarxa de carreteres europees. Comença a Giessen (Alemanya) i finalitza a Mannheim (Alemanya). Té una longitud de 151 km. Té una orientació de nord a sud.